# Katja Dörner

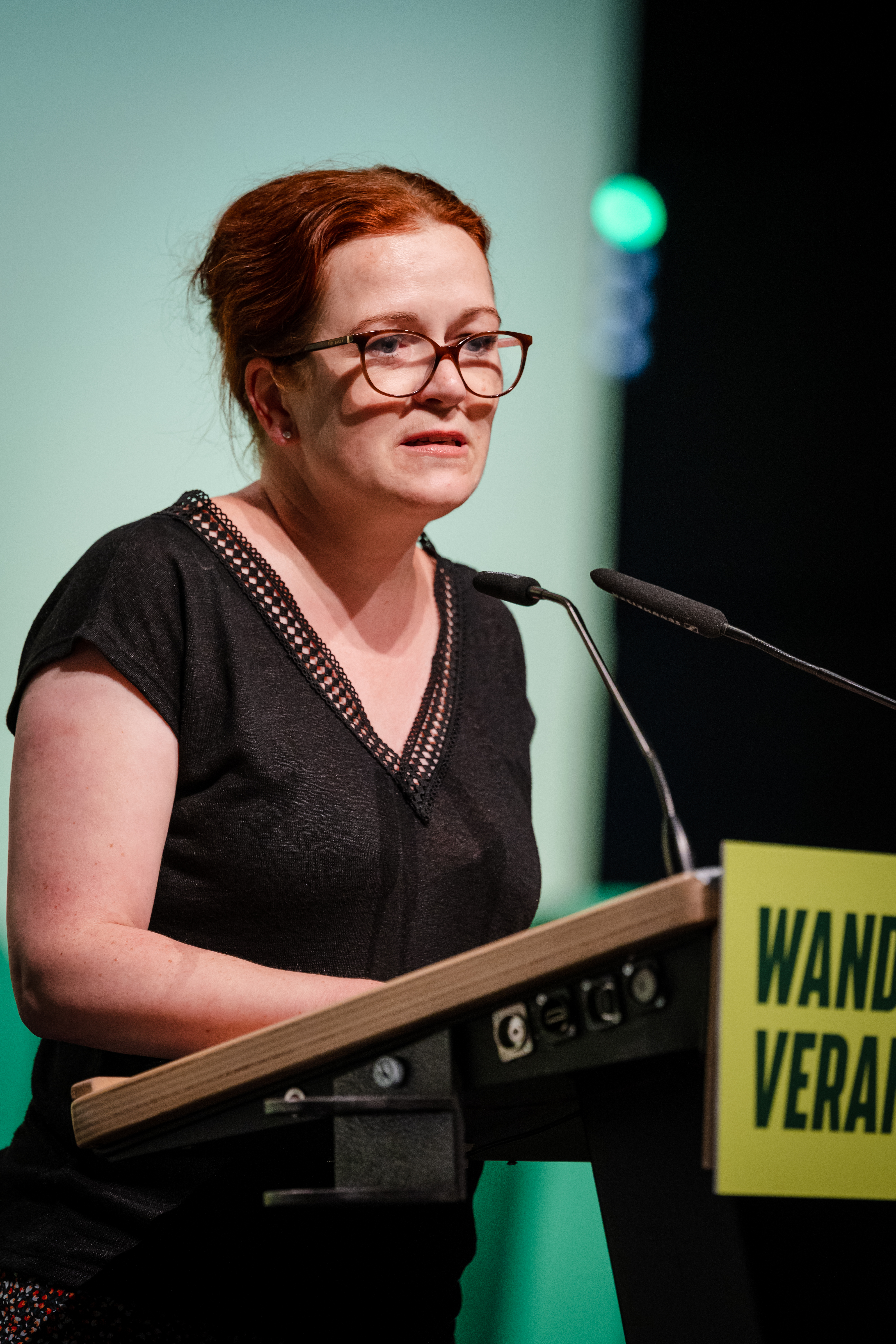
Foto de Katja Dörner.

Katja Dörner (nascida em 18 de fevereiro de 1976) é uma política alemã da Aliança 90/Os Verdes que actua como prefeita de Bonn desde 2020. De 2009 a 2020, ela foi membro do Bundestag.

## Carreira política
Nas - malsucedidas - negociações para formar um governo de coligação com os democratas-cristãos - tanto a União Democrática Cristã (CDU) quanto a União Social Cristã na Baviera (CSU) - e o Partido Democrático Livre após as eleições de 2017, Dörner fez parte da delegação do partido.
Em agosto de 2019, Dörner anunciou a sua intenção de se tornar prefeita de Bonn. Ela foi eleita na segunda volta a 27 de setembro de 2020 com 56,27% dos votos, tornando-se a segunda prefeita de Bonn.

## Outras actividades
- Institut Solidarische Moderne (ISM), Membro (desde 2010)[5]
- Fundação Alemã para a População Mundial (DSW), Membro do Conselho Consultivo Parlamentar[6]
- Plan International Deutschland, Membro do Conselho de Curadores[7]
- Amnistia Internacional, membro